# Bertangles
Bertangles là một xã ở tỉnh Somme, vùng Hauts-de-France, Pháp.

## Địa lý
Thị trấn này tọa lạc trên đường D97, just off the N25, 3 dặm Anh về phía bắc của Amiens. Đây là khu vực nông trang, có rừng, có một toà lâu đài lớn.

## Dân số
| 1962                                                           | 1968 | 1975 | 1982 | 1990 | 1999 |
| -------------------------------------------------------------- | ---- | ---- | ---- | ---- | ---- |
| 284                                                            | 287  | 387  | 646  | 700  | 654  |
| Số liệu điều tra dân số từ năm 1962, dân số không tính hai lần |      |      |      |      |      |